# Thripsaphis szelegiewiczi
Thripsaphis szelegiewiczi är en insektsart. Thripsaphis szelegiewiczi ingår i släktet Thripsaphis och familjen långrörsbladlöss. Inga underarter finns listade i Catalogue of Life.